# ریویرا بیچ (فلوریدا)
ریویرا بیچ (به انگلیسی: Riviera Beach) شهری در شهرستان پام بیچ ایالت فلوریدا است که در سال ۱۹۲۲ بنیان‌گذاری شده‌است. این شهر طبق سرشماری سال ۲۰۱۰ میلادی، ۳۲٬۴۸۸ نفر جمعیت داشته و مساحت آن نیز ۲۵٫۵ کیلومتر مربع است.